# Mes Aynak
Mes Aynak est un site archéologique afghan situé à 35 km au sud de Kaboul, dans la province de Lôgar. Le site, comportant des monastères bouddhistes datés entre le IIIe siècle et le VIIe siècle, et principale découverte archéologique du pays depuis plus de quarante ans, est menacé par un projet de mine de cuivre supervisé par la China Metallurgical Group.

## Localisation
Situé à 35 km au sud de Kaboul, dans la province de Lôgar, le site s'étend sur plus de 4 km2 dans une région pachtoune à l'implantation talibane forte. À proximité, d'anciennes routes reliaient Kaboul, vers l'Est au Pakistan et à l'Inde, et vers le Nord jusqu'à Begrâm, l'Ouzbékistan, le Tadjikistan et, au-delà, le Xinjiang.

## Géologie
Le site s'étend dans une zone actuellement aride constituée de collines de lœss sur la rive droite de la rivière Logar. Le gisement de cuivre visé par la compagnie minière chinoise doit être atteint sous une couche de lœss pouvant atteindre 1 460 m d'épaisseur. La mine antique et le lieu de traitement du minerai se situent, sur 1 km environ, au sommet et sur les flancs d'un anticlinal appelé « Montagne de Baba Wali ».

## Historique

### Histoire ancienne et médiévale
En l'absence de publication scientifique, les informations qui suivent ne sont qu'indicatives et peuvent être révisées dans les années qui vont suivre (2013).
Le site initial semble directement lié à l'exploitation d'une mine antique, du Ier siècle après J.C. au VIIe ou VIIIe siècle. L'exploitation intensive de la mine antique semble coïncider avec l'arrivée des Kouchans. Cette mine de cuivre aurait ainsi permis la réforme monétaire de Wima Kadphisès, vers 50 de l'ère commune. Ainsi s'explique la présence d'un village de mineurs et de nombreux ouvrages fortifiés, à la fois pour la protection et la surveillance des mineurs, leur interdisant toute tentative de fraude ou de fuite.
Le sommet des buttes de lœss avait été occupé par trois monastères bouddhiques, qui servaient de lieux de culte et de résidence aux moines, et par deux ensembles cultuels sans cellules monastiques : des stūpas. Ils semblent avoir été en fonction du IVe au VIe siècle.

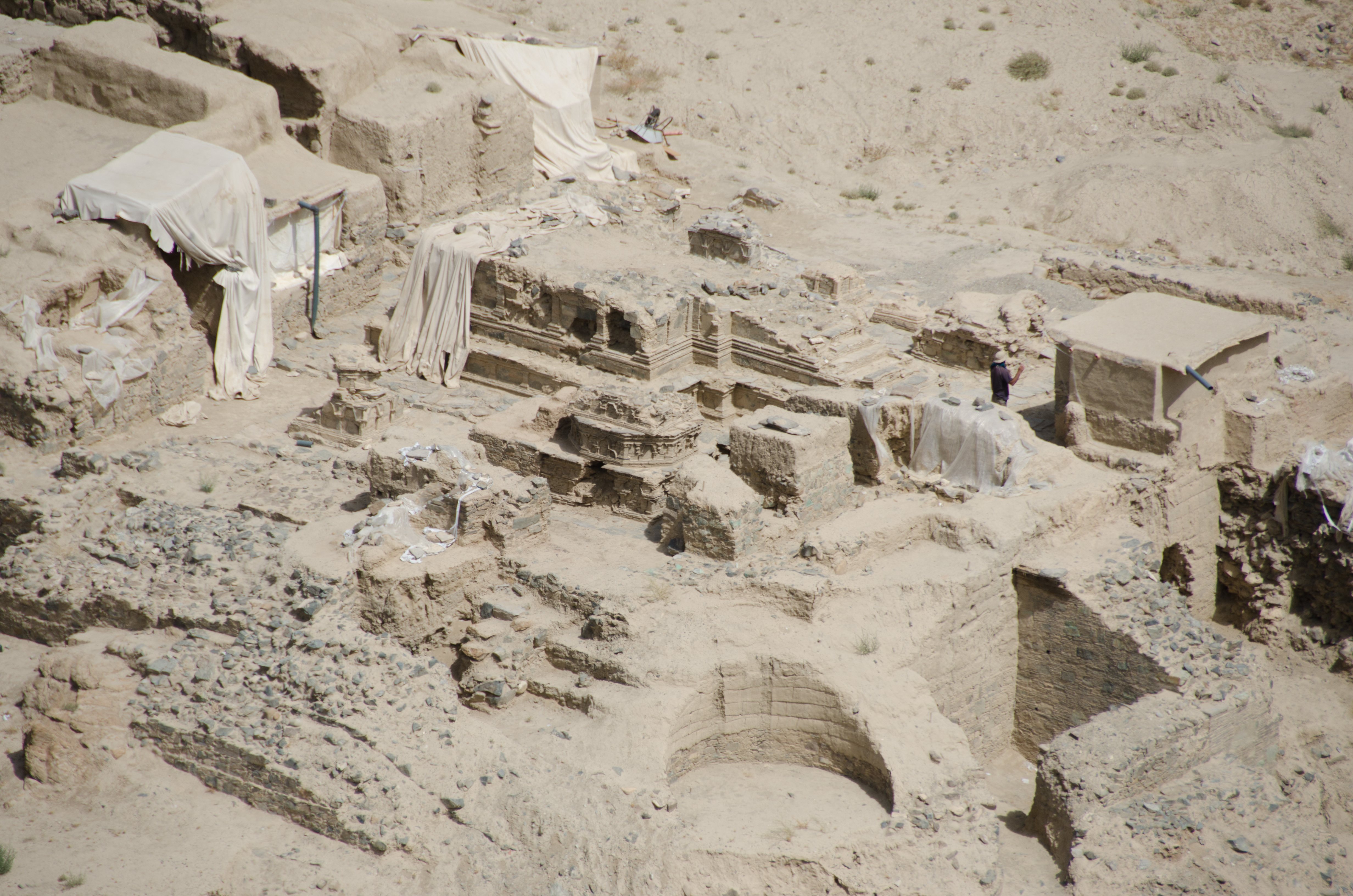
Vue partielle du monastère de Kafiriyat Tepe, IIIe-VIIe (?), en cours de fouille. Au centre stupa secondaire : « le décor classique d'arcatures n'est plus du tout compris. On voit des colonnes portées sur des arcs et des arcs posés à côté des chapiteaux ».

### Redécouverte: fouilles et enjeux

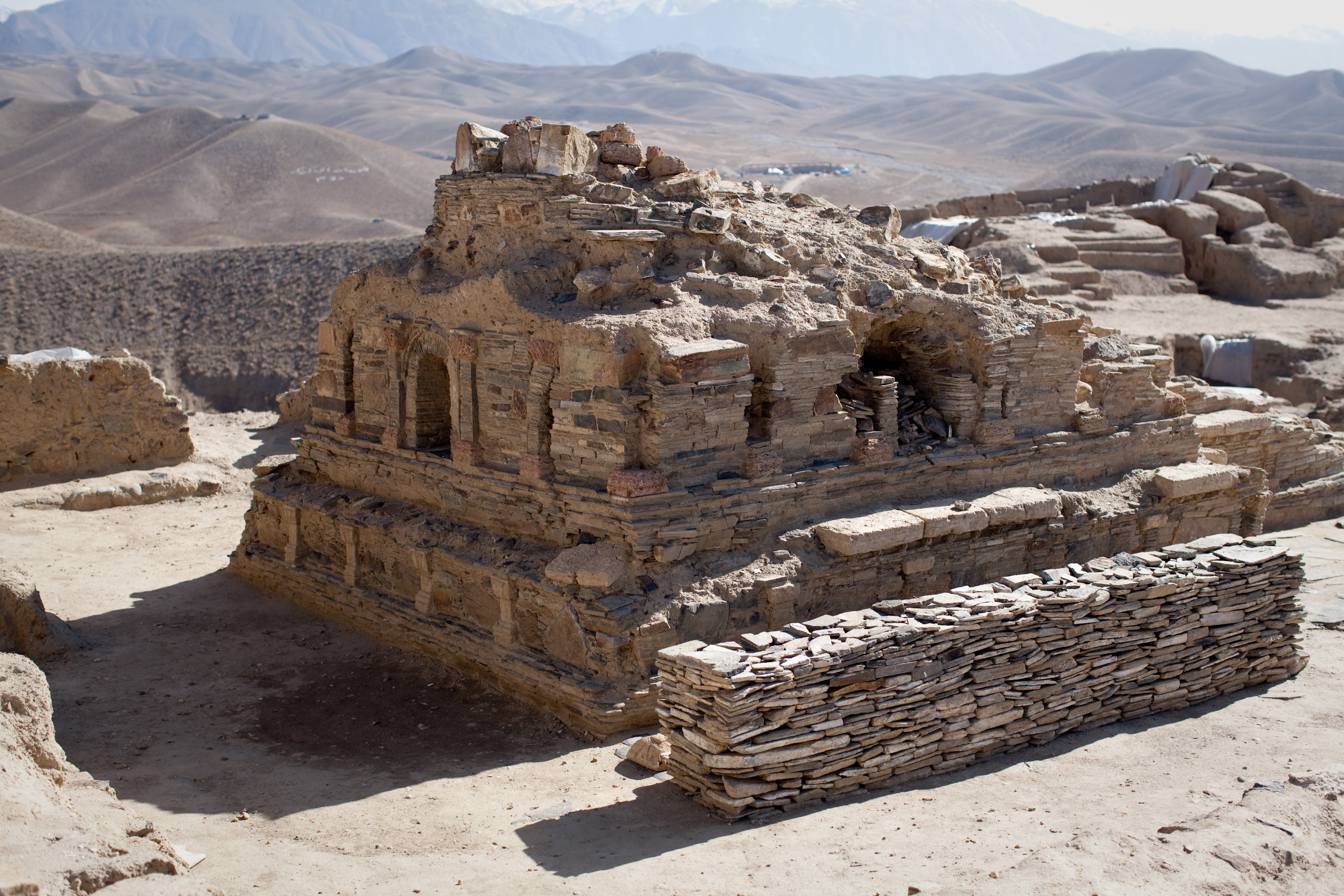
La résidence monastique de Tepe Shamar, IVe-VIe s. (?), vue du Nord. Composée d'une pièce carrée, couverte en coupole, entourée de cellules couvertes elles aussi en coupole.

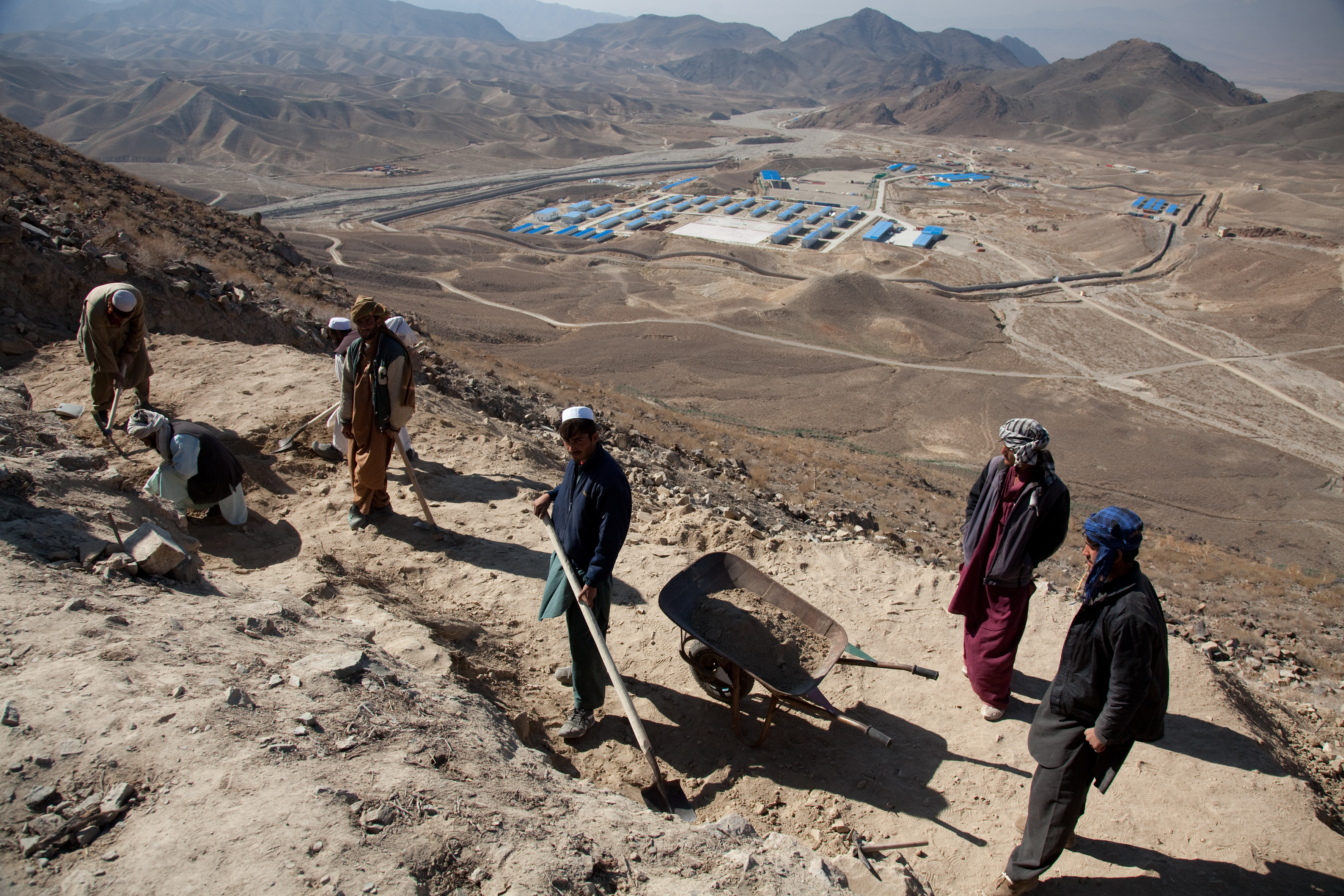
Archéologues, à l'arrière-plan baraquements des ouvriers chinois de la mine de cuivre

Les ruines ont été découvertes par les archéologues de l'Institut afghan d'Archéologie en 2004 avec les premières fouilles. Après que le contrat fut signé avec la compagnie minière chinoise en 2008, elles reprirent au printemps 2010. 
Des fouilles menées en particulier par la Délégation archéologique française en Afghanistan et des archéologues afghans ont comme objet de connaître le site et de déplacer un certain nombre de vestiges, du fait de la destruction irrémédiable du site originel par l'exploitation industrielle.
L'équipe d'archéologues afghans et français espère récupérer le maximum d'éléments afin de les intégrer au musée national de Kaboul. 250 à 400 objets ont d'ores et déjà été dégagés.
Pour l'été 2012, une centaine d'archéologues et 550 ouvriers sont intervenus sur le site. En 2013, l'ambassade des États-Unis à Kaboul a offert un million de dollars afin d'aider au sauvetage des ruines bouddhiques. Ainsi, en juin 2013, il y a eu une équipe internationale de soixante-sept archéologues sur site, des Afghans et des Tadjiks, des Français et des Anglais. Entre 550 et 650 paysans ont pu effectuer les travaux en plein été. Cette opération archéologique semble être, en 2013, « le sauvetage archéologique le plus important au monde ». En janvier 2015, seulement 10 % du site a été exploré, une vingtaine d'années étant estimées nécessaires pour une fouille du site complet. Les méthodes d'exploration sont celles de fouilles de sauvetage, qualifiées en janvier 2015 de « déplorables ». Les archéologues ont du mal à obtenir le matériel nécessaire aux excavations et les ouvriers sont payés par les ministères afghans des mines et de la culture, « une fois sur deux ». Outre ces difficultés, le danger n'est pas absent pour l'équipe de fouilleurs, le site essuyant des tirs de roquettes de la part des talibans.

## Site archéologique
Le site fouillé, de plus en plus vaste depuis sa découverte, est d'ores et déjà considéré comme un site majeur du bouddhisme. Situé à une altitude de 2 500 m, le site s'étend sur plus de 12 km. Les vestiges sont localisés autour de la montagne de cuivre. Le site comporte en l'état actuel (2012, publié en 2013) des connaissances trois monastères, des forteresses (dont Tepe Shah, des fortins et/ou des postes de police), des édifices administratifs et des habitations. Deux monastères (Tepe Shamar et Kafiriyat Tepe) ainsi que deux stupas (de Gol Hamid) et deux villages (dont Baba Wali, le village des mineurs) ont été partiellement dégagés. Il y a un monastère et un village du IIe siècle. Le monastère daté du Ve siècle serait haut de 15 m et de 80 m sur 40 m.
Plusieurs ensembles de statues de terre de très grande taille à la mode à partir du IVe siècle ont été découverts. Les Bouddhas sculptés et peints sont ceux du bouddhisme ancien et non du mahayana, aussi révérés par les bouddhistes mahayanistes à cette époque. Certaines sculptures de pierre sont importées du Gandhara (région de Peshawar). Les figures, donateurs debout et Bouddha assis, couvertes de drapés colorés, sont des exemples uniques d'une école locale d'art du Gandhara tardif, qui permet peut-être de mieux situer l'art de Bâmiyân, réalisé peu de temps après.

## Mine de cuivre
Le contrat signé entre la compagnie chinoise China Metallurgical Group et le gouvernement afghan pour un montant de 5 milliards d'euros prévoyait une destruction du site à la fin de l'année 2012, afin de permettre l'exploitation de la mine localisée sur une colline située à moins d'un kilomètre du site archéologique. Des soupçons de corruption pèsent sur le ministre afghan des mines qui a dû démissionner. La valeur du site pour l'exploitation minière, « deuxième plus grande mine de cuivre au monde », est estimée à 100 milliards de dollars.
L'exploitation de la mine de cuivre, prévue initialement à partir de 2013, est reportée à la fin de 2014 pour des raisons d'instabilité politique. Le sous-sol recèle en effet la seconde plus importante réserve mondiale non exploitée de ce minerai,. En janvier 2015, les fouilles se poursuivent, mais l'urgence est toujours de mise. Le 31 mars 2017, les fouilles ont été provisoirement arrêtées par le gouvernement afghan, sans savoir quand elles reprendront. Pour le moment, le site n'a pas encore été détruit pour l'exploitation minière. 
L'Afghanistan et la Chine ont relancé le 24 juillet 2024 le projet enlisé depuis 2008 en raison de la guerre. Une cérémonie rassemblant des responsables talibans, des diplomates et des hommes d'affaires chinois a officialisé le début de la construction d'une route de neuf kilomètres entre l'autoroute reliant Kaboul à la province du Logar et le gisement de cuivre. Les responsables afghans ont précisé qu'il faudrait au moins deux ans avant que le minerai de cuivre commence à être extrait. Depuis leur reconquête de Kaboul, les talibans se sont engagés à préserver ce qu'il reste des sites archéologiques du pays après plus de quarante ans de conflits armés. Le vice-premier ministre afghan chargé des Affaires économiques Abdul Ghani Baradar a déclaré que « des travaux rapides devraient permettre de rattraper le temps qui a été perdu dans le lancement du projet ». Le ministre de l'Information et de la Culture, Khairullah Khairkhwa, a indiqué qu'un accord avait été passé avec China Metallurgical Group pour que le cuivre « soit extrait de manière à préserver les reliques », « non pas à la verticale, mais depuis les côtés »,,,,,.

## Camp d'entraînement de Ben Laden
Le site a servi de base pour Oussama ben Laden dans les années 1990, les partisans de ce dernier occupant des cavernes.